# NQS Calle 38 A Sur (estación)
La estación sencilla NQS Calle 38 A Sur hace parte del sistema de transporte masivo de Bogotá llamado TransMilenio inaugurado en el año 2000.

## Ubicación
La estación está ubicada en el sector sur de la ciudad, más específicamente sobre la  Autopista Sur entre la diagonal 39 Sur y la calle 38A Sur. Se accede a ella por medio de un puente peatonal ubicado sobre la Diagonal 39 Sur.
Atiende la demanda de los barrios Autopista Muzú, Villa Mayor Oriental, Santa Rita y sus alrededores.
En las cercanías están el Centro comercial Centro Mayor (al que hay acceso directo por puente peatonal), el Parque Villa Sonia y el canal Río Seco, afluente del río Fucha.

## Origen del nombre
La estación recibe su nombre de la Avenida NQS, y de una vía límite: la Calle 38A Sur.

## Historia
En el año 2005, al ser puesta en funcionamiento la segunda troncal de la fase 2 del sistema, la troncal NQS, fue puesta en funcionamiento esta estación.
Durante el Paro nacional de 2021, la estación sufrió diversos ataques que afectaron de forma considerable las puertas de vidrio y demás infraestructura de la estación, razón por la cual se encontró inoperativa por algunos días luego de lo ocurrido.

## Servicios de la estación

### Servicios troncales
| Tipo                                                    | Rutas al Norte | Rutas al Sur |
| ------------------------------------------------------- | -------------- | ------------ |
| Ruta fácil                                              | 4              | 4            |
| Expresos todos los días todo el día                     | M47            | G47          |
| Expresos lunes a viernes hora pico de la mañana y tarde | C30            | G30          |
| Expresos sábados de 5:00 a. m. a 3:00 p. m.             | C30            | G30          |

### Esquema
| ← Norte |         |                 |
| C30M47  | 4       | Diagonal 39 Sur |
| Vagón 2 | Vagón 1 | Puente          |
| G30G47  | 4       | Diagonal 39 Sur |
| Sur →   |         |                 |

### Servicios urbanos
Así mismo funcionan las siguientes rutas urbanas del SITP en los costados externos a la estación, circulando por los carriles de tráfico mixto sobre la Avenida NQS, con posibilidad de trasbordo usando la tarjeta TuLlave:
| Código | Sector                        | Dirección                     | Rutas                 |
| ------ | ----------------------------- | ----------------------------- | --------------------- |
| 095A10 | H Br. Villa Mayor Antigua     | Autopista Sur - CL 38 Bis Sur | A643H639K715 T26 T163 |
| 570A09 | G Estación NQS - Calle 38 Sur | Autopista Sur - DG 38A Sur    | G018H643H715 T26 T163 |

## Ubicación geográfica
| Noroeste: Puente Aranda       | Norte: F Puente Aranda | Nordeste: G NQS Calle 30 Sur |
| Oeste: Antonio Nariño         |                        | Este: Antonio Nariño         |
| Suroeste: G General Santander | Sur: Antonio Nariño    | Sureste: H Calle 40 Sur      |